# Efecto triboeléctrico

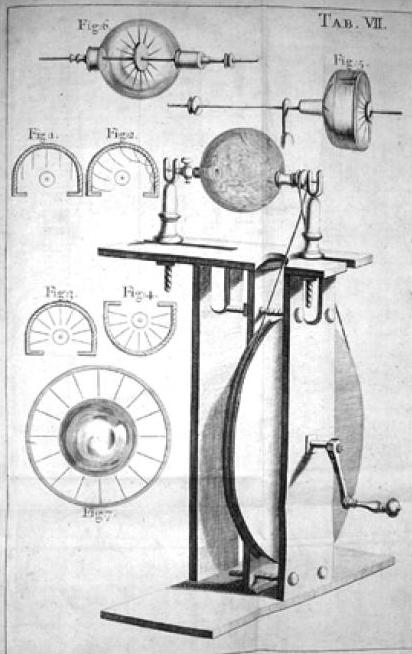
Generador electrostático triboeléctrico de Francis Hauksbee

El efecto triboeléctrico es un tipo de electricidad causado por el contacto con otro material (por ejemplo el frotamiento directo). La polaridad y la magnitud de las cargas producidas se diferencian según los materiales, la aspereza superficial, la temperatura, la tensión, y otras características. Se denomina triboelectricidad (del griego tribein, "frotar" y ἤλεκτρον, electrón, "ámbar") al fenómeno de electrización por frotamiento. La electrostática, puede producirse por frotamiento o por inducción electrostática (no confundir con inducción electromagnética).
El ámbar, por ejemplo, puede adquirir una carga eléctrica por el contacto y la separación (respectivamente fricción) con un material como la lana. Esta característica, registrada primero por Tales de Mileto, sugiriendo la palabra "electricidad", de la palabra griega (griego) para el ámbar "electrón".

## Mecanismo
Los átomos están compuestos por un núcleo cargado positivamente debido a los protones, que se encuentra rodeado por electrones cargados negativamente. Así, el átomo es eléctricamente neutro. 
Sin embargo, no todos los elementos presentan la misma afinidad por los electrones, es decir, su tendencia a captar o ceder electrones. Esto se debe a que los elementos químicos tienden a adquirir la configuración electrónica de los gases nobles más cercanos, ya que son los elementos electroquímicamente más estables. Así, el flúor, el elemento con mayor electroafinidad, tenderá a captar un electrón para así adquirir la configuración del neón, y de la misma forma el magnesio tenderá a cederlos con el mismo fin.
Aunque algo más complejo, cuando se frotan dos materiales compuestos por elementos diferentes, la diferencia en afinidad electrónica provoca que uno de los materiales adquiera electrones del otro, y por tanto que uno quede cargado positiva y otro negativamente. Para que se produzca esta transferencia de cargas no es necesario el frotamiento; mediante contacto también se produce esta transferencia, pero al frotar se renuevan continuamente los puntos de contacto por donde se transfieren las cargas, y por ende tiene el mismo efecto que si aumentáramos la superficie real de contacto.
Una vez que el intercambio de cargas ha tenido lugar y los dos cuerpos se han separado, si el material es conductor las cargas se repartirán uniformemente por toda la superficie, mientras que si el material es aislante, la carga permanecerá los puntos superficie donde ha tenido lugar la transferencia de cargas. En este último caso, el valor de la carga depositada puede oscilar entre 10-11 y 10-9 C por cada milímetro cuadrado de superficie (aproximadamente un electrón libre por cada 1000 átomos).

## Serie triboeléctrica
La secuencia triboeléctrica es una lista de materiales ordenados según su tendencia a ceder o a captar electrones:
- Los materiales en las posiciones más altas tienden a ceder electrones (y por lo tanto a cargarse positivamente).
- Los materiales en las zonas más bajas tienden a captar electrones (y por lo tanto a cargarse negativamente).

Frotando dos materiales de la secuencia, el que esté en la posición más alta cederá electrones al que esté en la posición más baja. Cuanto más lejos están los dos materiales en la serie triboeléctrica, mayor es la carga transferida.
Estas tablas son orientativas y no siempre son ciertas, puesto que dependen del estado de las superficies que se ponen en contacto, influyendo el grado de humedad, el frotamiento y otros factores.
Los materiales cercanos en la serie pueden no intercambiar el uno con el otro ninguna carga, o pueden intercambiar lo contrario de lo que es implicada por la lista. Esto depende más de la presencia del frotamiento, la presencia de contaminantes o de óxidos, o sobre características con excepción en del tipo de material. La carga también varía para los materiales próximos.

## Causa
Aunque la palabra viene del griego para el "frotamiento", los "tribos", los dos materiales necesitan solamente entrar en contacto y después separarse para que los electrones sean intercambiados. Después de entrar en contacto, un vínculo químico se forma entre algunas partes de las dos superficies, llamado adherencia, y las cargas se mueven de un material al otro para igualar su potencial electroquímico. Esto es lo que crea el desequilibrio neto de la carga entre los objetos. Cuando están separadas, algunos de los átomos consolidados tienen una tendencia a guardar electrones adicionales, y otros una tendencia a cederlos, aunque el desequilibrio será destruido parcialmente por hacer un túnel o la interrupción eléctrica (generalmente descarga de corona). Además, algunos materiales pueden intercambiar los iones de la movilidad que diferencia, o intercambie los fragmentos cargados de moléculas más grandes
El efecto triboeléctrico se relaciona solamente con la fricción porque ambos implican la adherencia. Sin embargo, el efecto se realza enormemente frotando los materiales juntos, pues se tocan y se separan muchas veces. Para las superficies con diferencia de geometría, el frotamiento puede también conducir a la calefacción de salientes, causando la separación piroeléctrica de la carga que pueden agregar a la existente electrificación del contacto, o que puede oponer la polaridad existente. Los nano-efectos superficiales no se han podido entender bien, y el microscopio atómico de la fuerza ha hecho posible un progreso repentino en este campo de la física.
Porque la superficie del material está ahora eléctricamente cargada, negativamente o positivamente, cualquier contacto con un objeto conductor descargado o con un objeto que tiene carga substancialmente diversa puede causar una descarga eléctrica de la electricidad estática urbanizada; una chispa. Una persona que camina simplemente a través de una alfombra puede acumular una carga de muchos millares de voltios, bastantes para causar una chispa a un centímetro de distancia o más. Este tipo de descarga es generalmente inofensiva porque la energía (12 Q V) de la chispa es muy pequeña, unos 10 mJ con el tiempo seco y frío, y mucho menos que eso en condiciones húmedas. Esta inocuidad está dada principalmente por el bajo valor de Q y por lo breve de la descarga, ya que el efecto triboeléctrico no puede actuar como fuente permanente de V, vale la aclaración porque un arco voltaico de esas características se calcula en aproximadamente 1000 volts por cada mm de distancia entre los bornes. En vuelo el avión desarrolla una carga estática de la fricción del aire en la armadura de avión. Los parásitos atmosféricos se pueden descargar con los descargadores estáticos o los filtros estáticos.

## Riesgos y contramedidas
El efecto es de una importancia industrial considerable en términos de la seguridad y del daño del potencial a los productos manufacturados. La chispa producida puede completamente encender los vapores inflamables, como por ejemplo, de la gasolina o del éter. Los medios tienen que ser encontrados para descargar los carros que pueden llevar tales líquidos en hospitales. Incluso donde solamente se produce una carga pequeña, ésta puede dar lugar a las partículas de polvo que son atraídas a la superficie frotada. En el caso de la fabricación del textil esto puede conducir a una marca mugrienta permanente donde se ha cargado el paño. Algunos dispositivos electrónicos, como sucede con los circuitos integrados tipo CMOS y los transistores tipo MOSFET, se pueden destruir accidentalmente por descarga estática de alto voltaje. Tales componentes se almacenan generalmente en una espuma conductora para su protección. Cuando el usuario se conecta a tierra tocando la mesa de trabajo, o usando una pulsera especial en la muñeca (o tobillo) se reduce el daño a los dispositivos electrónicos que son sensibles a las descargas electrostáticas.